# Matías Pato Ríos
Matías José Pato Ríos (Santiago del Estero, Argentina, 4 de septiembre de 1992) es un futbolista argentino. Juega como volante en  Defensores de Belgrano de la Primera Nacional.

## Clubes
| Club                  | País      | Año         |
| --------------------- | --------- | ----------- |
| Central Córdoba (SdE) | Argentina | 2013 - 2018 |
| Chaco For Ever        | Argentina | 2018 - 2019 |
| Central Córdoba (SdE) | Argentina | 2019 - 2020 |